# Arsenio Lacson
Arsenio Lacson (Talisay, 26 december 1911 – Manilla, 15 april 1962) was een Filipijns politicus. Lacson was van 1952 tot zijn dood in 1962 burgemeester van de Filipijnse hoofdstad Manilla. Lacson werd vlak voor zijn dood genoemd als de kandidaat die het namens de Nacionalista Party bij de presidentsverkiezingen van 1965 op zou gaan nemen tegen de zittende president Diosdado Macapagal. Na de dood van Lacson werd in zijn plaats Ferdinand Marcos genomineerd, waarop hij bovendien de verkiezingsstrijd van 1965 won.

## Vroege levensloop en carrière
Lacson werd geboren in Talisay in de provincie Negros Occidental. Hij is familie van Aniceto Lacson, de president van de voormalige Republiek Negros Zijn nicht Rose, zou later bekend worden in Australië.
Lacson volgde een Bachelor-opleiding Kunst aan de Ateneo de Manila University. Tijdens zijn studie was hij bovendien amateurbokser. Een gebroken neus, die hij in die tijd opliep is de oorzaak van zijn bekende en opvallende uiterlijk.
Daarna ging Lacson Rechten studeren aan de University of Santo Tomas. Na het behalen van zijn diploma slaagde hij in 1937 bovendien voor zijn toelatingsexamen voor de Filipijnse balie (barexam) en ging hij werken bij het advocatenkantoor van de latere senator Vicente Francisco. Later vervolgde hij zijn carrière als assistent-aanklager bij het Ministerie van Justitie. Voor het uitbreken van de Tweede Wereldoorlog was hij bovendien actief als sportverslaggever.

## Verzetsstrijder in de Tweede Wereldoorlog
Lacson sloot zich in de Tweede Wereldoorlog aan bij het gewapende verzet tegen de Japanse bezetters, die de Filipijnen tegen het einde van 1941 waren binnengevallen. Hij sloot zich aan bij de ‘’Free Philippines underground movement’’ en fungeerde als verkenner bij de Slag om Manilla. Lacson vocht tevens mee bij de bevrijding van Baguio in 1945.
Voor zijn verdiensten in de oorlog kreeg hij onderscheidingen van de Veterans of Foreign Wars en het Sixth United States Army.

## Verkiezing tot afgevaardigde
Lacson pakte na de oorlog zijn carrière als journalist weer op. Hij had een eigen radioprogramma genaamd In This Corner, waarin hij sociale en politieke gebeurtenissen becommentarieerde. Het programma maakte Lacson populair, maar leverde hem ook problemen op met president president Manuel Roxas, die hij de bijnaam "Manny the Weep" gaf. In 1947 verbood Roxas, het programma van Lacson, hetgeen internationale aandacht kreeg toen voormalig de Amerikaanse minister van binnenlandse zaken [[..]] Roxas verdedigde en daarvoor op zijn beurt weer bekritiseerd werd door de populaire radio commentator Walter Winchell.
Bij de verkiezingen van 1949 stelde Lacson zich onder de vlag van de Nacionalista Party verkiesbaar als afgevaardigde namens het 2e kiesdistrict van Manilla. Hij won de verkiezingen diende twee jaar in het Huis van Afgevaardigden. In die periode werd Lacson door de media genoemd als een van de "10 meeste nuttige afgevaardigden" om "zijn uitstekende kwaliteiten als fiscalist en volksvertegenwoordiger.

## Burgemeester van Manilla
In 1951 werd de wet aangenomen die van de burgemeesterspost van Manilla een verkiesbare positie maakte. Bij eerstvolgende verkiezingen in 1951 versloeg afgevaardigde Lacson de zittende burgemeester Manuel de la Fuente in de strijd om de burgemeesterspost van Manilla. Hij trad aan op 1 januari 1952 en zou in 1955 en in 1959 herkozen worden. Lacson stond in zijn tijd als burgemeester bekend als een hervormer en werd samen met de burgemeester van Zamboanga City, genoemd als een voorbeeld van een goed lokaal bestuurder. Climaco stond zelfs wel bekend als de “Lacson van het zuiden”.
Bij zijn aantreden had de stad Manilla een schuld van ongeveer 23,5 miljoen peso, als gevolg van een financiële erfenis van zo’n dertig jaar daarvoor en was er geen geld om haar ambtenaren te betalen. Binnen drie jaar was de schuld tot de helft gereduceerd en in 1959 had de stad een begrotingsoverschot van 4,3 miljoen peso en verdienden de ambtenaren tweemaal het salaris van hun collega’s van andere steden en gemeenten. Lacson claimde in die periode dat de met de inkomsten van Manilla 70% van de salarissen van de Filipijnse nationale overheid en politici en 70% van de uitgaven van de Filipijnse krijgsmacht betaald werden.
Lacson ging rigoureus te werk bij zijn pogingen om de orde in Manilla te handhaven en te zorgen voor een goed lokaal bestuur. Zo ontsloeg hij 600 ambtenaren wegens incompetentie. Ook ontsloeg hij politiemensen wegens corruptie. Hij leidde persoonlijk de invallen bij bordelen, die zich voordeden als massagesalons en bij marktverkopers zonder vergunning. Lacson liet bulldozers een sloppenwijk in het district Malate, dat al sinds het einde van de Tweede Wereldoorlog bestond, platgooien. Ook riep hij een patrouille-eenheid in het leven die met 60 wagens door de straten van de stad reed, en liet hij zich bovendien ’s nachts in een zwarte politieauto rondrijden om problemen te signaleren, met zijn kenmerkende Ray-Ban zonnebril op. Lacson is ook verantwoordelijk voor de oprichting van de Manila Zoo en de eerste tunnel van de stad in het district Quiapo.
Gedurende zijn tien jaar als burgemeester bleef Lacson doorgaan met zijn programma dat in die periode werd uitgezonden op de radiozender DZBB en later ook op televisie. De uitzendingen werden vooraf opgenomen, om de scheldwoorden die hij zo nu en dan gebruikte eruit te kunnen halen. In het programma behandelde hij nationale en internationale onderwerpen. Hij was een sterke tegenstander van president Elpidio Quirino van de Liberal Party. In 1952 werd Lacson gedurende een rechtszaak, die tegen hem was aangespannen wegens smaad nadat hij een rechter in zijn programma had bekritiseerd, geschorst door Quirino. De schorsing zou 73 dagen duren tot het moment dat het Filipijnse hooggerechtshof de schorsing ongedaan maakte.

## Presidentiële ambities
In 1953 had Lacson zich tijdens de presidentsverkiezingen actief ingezet om de kandidaat van de Nacionalista Party, Ramon Magsaysay, tot president verkozen te krijgen. Magsaysay won uiteindelijk de verkiezingen van de zittende president Elpidio Quirino. Na de dood van Magsaysay bij een vliegtuigongeluk in 1957 enkele maanden voor de verkiezingen van 1957 claimde Lacson dat Magsaysay hem had aangeboden om de Nacionalista kandidaat voor het vicepresidentschap van de Filipijnen te worden, daarbij de zittende vicepresident Carlos Garcia passerend. Hij zou dit aanbod hebben afgeslagen, omdat hij de tijd nog niet rijp vond.
Desondanks keerde Lacson zich na de dood van Macapagal tegen de nieuwe president Garcia en overwoog om zich verkiesbaar te gaan stellen voor de presidentsverkiezingen. In april 1957 toerde hij het land rond om testen wat zijn kansen zouden zijn als het zover zou komen. Hoewel tijdens de tour bleek dat zijn populariteit aanzienlijk was, bleek een kandidatuur toch lastig door een gebrek aan campagnefondsen en het ontbreken van de ondersteuning van een partij. De Amerikaanse zakenman Harry Stonehill zou later beweren dat Lacson hem had gevraagd om zijn campagne tegen Garcia te financieren. Toen Stonehill dit weigerde, besloot hij om niet aan de verkiezingen deel te nemen. Garcia won de verkiezingen van 1957 en werd geïnstalleerd als de nieuwe president. Lacson zou hem gedurende zijn presidentschap voortdurend bekritiseren en steunde in 1961 de presidentiële kandidaat van de Liberal Party, de zittende vicepresident Diosdado Macapagal. Hij werd benoemd tot de campagenleider van Macapagal en was de drijvende kracht achter diens overwinning. Niet lang na de overwinning van Macapagal, keerde Lacson terug bij de Nacionalista Party en werd hij steeds kritischer op de president. Hij verklaarde dit als volgt: "Ik heb alleen beloofd om Macapagal president te maken, niet om het voor altijd met hem eens te zijn." Lacson werd beschouwd als de meeste logische kandidaat voor de presidentsverkiezingen namens de Nacionalistas bij de verkiezingen van 1965, maar overleed voordat het zover was. De partij selecteerde uiteindelijk de jonge senator Ferdinand Marcos, die vervolgende president Macapagal versloeg.

## Overlijden
Als burgemeester van Manilla, had Lacson diverse diverse aanslagen op zijn leven overleefd. Hij had tweemaal aanvallers ontwapend en overleefde ook een hinderlaag tijdens een autorit onderweg naar huis. Hij overleed echter aan een hartaanval, terwijl hij zich in een hotelkamer aan het voorbereiden was op zijn wekelijkse radio- en televisie-uitzending. Lacson werd begraven op het Manila North Cemetery.
In Manilla zijn een middelbare school en een straat in Sampaloc naar hem vernoemd. Tevens is er een standbeeld opgericht van hem in Quiapo.
- International Standard Name Identifier: 0000 0003 8746 3616
- Library of Congress Control Number: n85098466
- Nederlandse Thesaurus van Auteursnamen: 194300218
- Virtual International Authority File: 280419400
- WorldCat: E39PBJpJgt6wfCX78vHbgcCRKd